# Gallerucida lutea

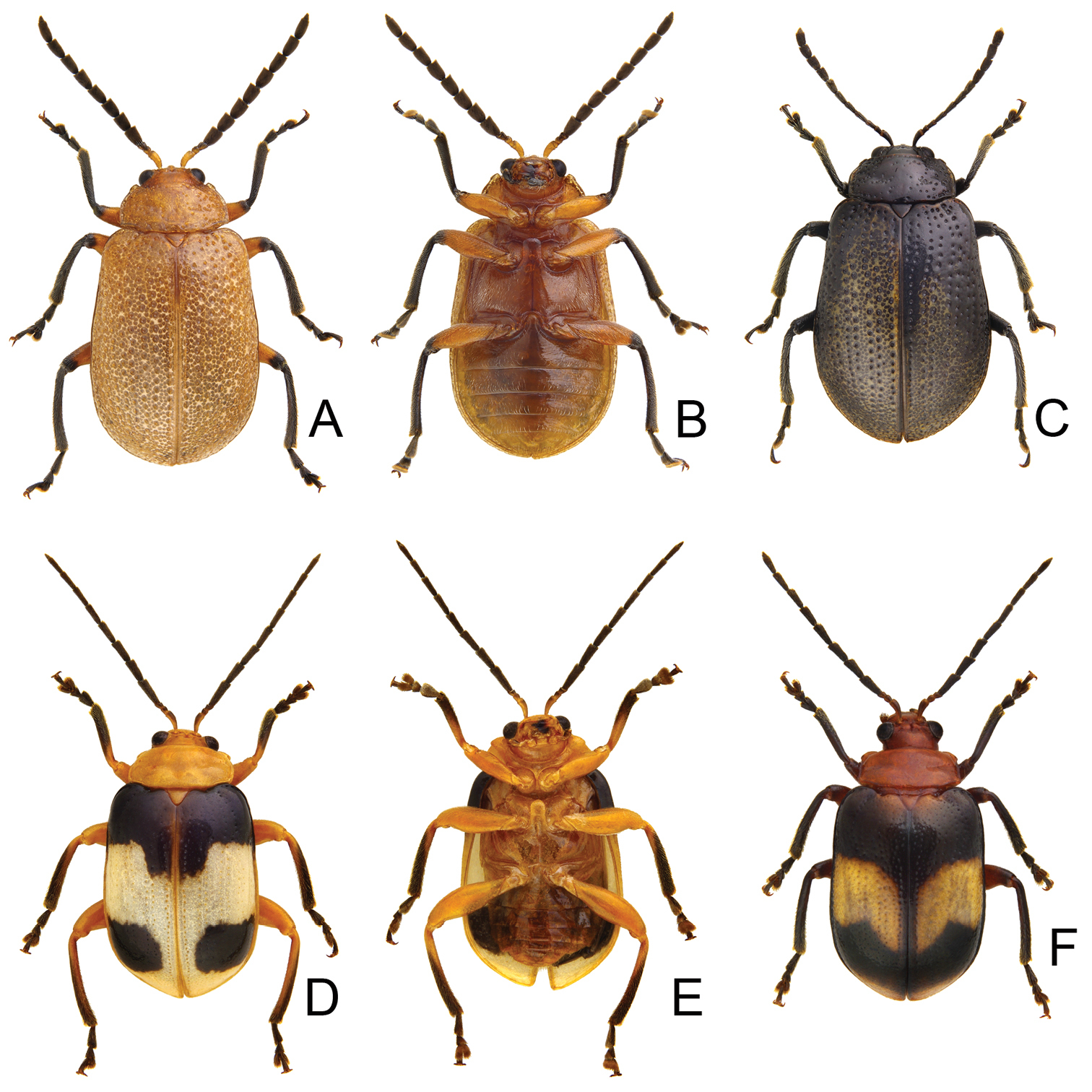
Gallerucida sauteri y Gallerucida lutea

Gallerucida lutea es una especie de insecto coleóptero de la familia Chrysomelidae.
Fue descrita científicamente en 1963 por Gressitt & Kimoto.